# 川北齿蟾
川北齿蟾（学名：Oreolalax chuanbeiensis）为锄足蟾科齿蟾属的两栖动物，是中国的特有物种。分布于四川等地，通常棲息在山区流溪边石下或倒木下。该物种的模式产地在四川平武。其种加词“chuanbeiensis”意为“四川省北部”。

## 保护
本种于2023年被收录入《有重要生态、科学、社会价值的陆生野生动物名录》。